# RPL32
RPL32 (англ. Ribosomal protein L32) – білок, який кодується однойменним геном, розташованим у людей на короткому плечі 3-ї хромосоми.  Довжина поліпептидного ланцюга білка становить 135 амінокислот, а молекулярна маса — 15 860.
| 10         |  | 20         |  | 30         |  | 40         |  | 50         |
| ---------- |  | ---------- |  | ---------- |  | ---------- |  | ---------- |
| MAALRPLVKP |  | KIVKKRTKKF |  | IRHQSDRYVK |  | IKRNWRKPRG |  | IDNRVRRRFK |
| GQILMPNIGY |  | GSNKKTKHML |  | PSGFRKFLVH |  | NVKELEVLLM |  | CNKSYCAEIA |
| HNVSSKNRKA |  | IVERAAQLAI |  | RVTNPNARLR |  | SEENE      |  |            |

A: Аланін

C: Цистеїн

D: Аспарагінова кислота

E: Глутамінова кислота

F: Фенілаланін

G: Гліцин

H: Гістидин

I: Ізолейцин

K: Лізин

L: Лейцин

M: Метіонін

N: Аспарагін

P: Пролін

Q: Глутамін

R: Аргінін

S: Серин

T: Треонін

V: Валін

W: Триптофан

Кодований геном білок за функціями належить до рибонуклеопротеїнів, рибосомних білків, фосфопротеїнів. 